# Луговая Слобода (Ярославская область)
Луговая Слобода — деревня в Переславском районе Ярославской области при реке Воргуше.

## История
Поставили эту слободку Данилова монастыря архимандриты на посадском пастбище до 1581 года. В этом году дана была на неё царская жалованная грамота, после того как поселение на городской земле монастырских крестьян вызвало недовольство коренных посадских жителей, заявивших свой протест против этих владений. В 1609 году здесь было 9 жилых крестьянских дворов, в смутное время «животы их пограбили воры литовские люди».
По писцовой книге 1628 года Луговая слободка значится заселённой монастырскими служебниками. Ремесленное население слободки в 1649 году «кормилось небольшими торговыми промыслами,… ни в чём не слушало архимандритов и монастырских никаких доходов не платило, изделия не делало, чинилось сильно… 16 человек (из них) ездили на свинскую ярмарку». Вследствие жалобы архимандрита последовала царская грамота 1649 года, каковою на основании 9 статьи 19 главы Уложения им запрещалось содержать и арендовать лавки и держать на откупу варницы и таможни и кабаки. В 1682 году по ходатайству монастырских властей они освобождены были от платежа оброчных денег. В 1702 году были они на оброке и платили Данилову монастырю 85,5 рублей, варили квас и всякое изделие делали на монастырь.